# Nowe Kramsko
Nowe Kramsko (niem. Neu Kramzig) – wieś w Polsce, położona w województwie lubuskim, w powiecie zielonogórskim, w gminie Babimost, nad Jeziorem Wojnowskim, 34 km od Zielonej Góry.
W latach 1954–1972 wieś należała i była siedzibą władz gromady Nowe Kramsko. W latach 1975–1998 wieś administracyjnie należała do województwa zielonogórskiego.
W Nowym Kramsku znajduje się Port lotniczy Zielona Góra-Babimost, Zespół Edukacyjny w Nowym Kramsku (w którego skład wchodzą szkoła podstawowa oraz przedszkole wraz z oddziałem w Starym Kramsku), Ochotnicza Straż Pożarna.
Według danych urzędu gminy Babimost, sołectwo ma powierzchnię 4560,51 ha i 867 mieszkańców.

## Integralne części wsi
| SIMC    | Nazwa     | Rodzaj     |
| ------- | --------- | ---------- |
| 0907616 | Kuligowo  | przysiółek |
| 0907622 | Leśniki   | przysiółek |
| 0907639 | Młynisko  | przysiółek |
| 0907600 | Podzamcze | przysiółek |

## Nazwa
Miejscowość pierwotnie związana była z Wielkopolską oraz z Dolnym Śląskiem. Istnieje co najmniej od XIII wieku. Po raz pierwszy wzmiankowana w 1295 jako Nowum Crampsko, w 1314 Krampsko, 1317 Novum Kramsko, 1319 Novum Cramsko, 1326 Novum Crampzko, 1385 Nova Cramczk, 1438 Crampczke, Krampczk, 1444 Crampsco, 1482 Maior Crampsco, 1502 utraque Krapsko, 1502 utraque Crampsko, 1564 Krąszcho, 1571 Wielgie Krąpsko, 1581 Krąmpsko Maior, 1600 Krambsko, 1603 Maius Krąmsko, 1604 Maior sive Novum Krąsko.
W okresie rządów nazistowskich w III Rzeszy w latach 1936–1946 nazwa miejscowości została w 1937 całkowicie zgermanizowana na Kleistdorf.
W okresie PRL miejscowość nosiła nazwę Nowy Kramsk.

## Historia
Dwie wsie Nowe i Stare Kramsko powstały na terenie lasu zwanego "Kaszko" lub "Kasztolko" odnotowanym w dwóch średniowiecznych dokumentach. Pierwszy z 1388, wg. zachowanej kopii z 1646, wymienia go pod nazwą "Kaschko", a drugi w 1431 odnotowuje ten las pod nazwą "Kaschtolko".
Dokument z 1388 jest wyrokiem sądu polubownego w sporze pomiędzy Teodorykiem opatem cystersów z Obry, a Fryczem Treplinem z Klępska, w którym postanowiono m.in., że mieszkańcy ze wsi Kolesin], poddani Treplina, mieli prawo paść bydło w dziedzinach opata, w Krampsku Nowym i w lesie zwanym "Kaszko". Drugi zapis z 1431 jest dokumentem wystawionym przez króla polskiego Władysława II Jagiełłę potwierdzającym dawne przywileje klasztorne w Obrze, w tym m.in. dwa przywileje wystawione przez księcia wielkopolskiego i późniejszego króla polskiego Przemysła II zawierające nadania wsi Krampsko Stare i Krampsko Nowe w dąbrowie zwanej "Kaschtolko".
Nowe Kramsko powstało na pocz. XIII w. jako wieś rycerska, lokowana na prawie polskim. Legenda mówi, że założycielami wsi byli uciekający przed zarazą mieszkańcy Starego Kramska.
W 1295 książę wielkopolski Przemysł II nadał opactwu cystersów w Obrze wsie Nowe Krampsko oraz Krampsko Stare oraz dąbrowę zwaną Kasztolko. W 1314 łacińskojęzyczny dokument głosi, że Jaktor z Klemska Hektor z Klępska, z rodu Leszczyców wraz z żoną Jadwigą i kasztelan zbąski Sulko z Lasocic, z rodu Junoszów nadał dziedzinę Krampsko nova klasztorowi w Obrze.
W 1317 Henryk książę głogowski zatwierdził dokonane przez Jadwigę wdowę po Jaktorze z Klemska nadanie Nowego Kramska dla klasztoru i nadał tej wsi immunitet taki, jaki miały inne dobra kościelne. Kolejny łaciński dokument z 1319 roku notuje, że Zulco comes, dominus de Lessotendorph nadaje klasztorowi swoje dziedzictwo Novum Cramsko jako swoje dziedzictwo. Nadanie to również potwierdzone zostało w 1326 roku przez Henryka księcia śląskiego.
Od 1487 miejscowość była siedzibą własnej parafii. W 1581 leżała w powiecie kościańskim Korony Królestwa Polskiego. W 1496 król Polski Jan Olbracht zakazał tenutariuszowi babimojskiemu pociągać poddanych klasztoru oberskiego z obu wsi o nazwie Kramsko do prac w Babimoście. Według dokumentu tenutariusz nie miał do tego prawa, gdyż wspomniane wsie zostały nadane klasztorowi nie z dóbr królewskich, lecz przez mieszkańców Śląska. W 1501 Jan Olbracht polecił staroście generalnemu Wielkopolski bronić klasztor oberski od krzywd, jakie poddani króla wyrządzają posiadłościom klasztornym. Problem ten pojawiał się wielokrotnie i podobne dokumenty wystawiali także inni królowie polscy w 1502 Aleksander Jagiellończyk, w 1535 Zygmunt Stary, a w 1570 król Zygmunt August.
W 1583 wieś ma 15 łanów, a w 1603 odnotowano 16 łanów.
Wieś należała do klasztoru w Obrze do II rozbioru Rzeczypospolitej. W wyniku rozbiorów Polski miejscowość wraz z całą Wielkopolską znalazła się w zaborze pruskim. Państwo pruskie sekularyzowało dobra klasztorne. Majątek klasztoru został znacjonalizowany, a potem sprzedany w ręce prywatne. Właścicielem miejscowości został wówczas von Unruh z Kargowej.
Przy pierwszej numeracji w 1796 r. we wsi były 52 domostwa oraz folwark. Dla wsi w 2020 r. sporządzono opis historii wszystkich dawnych zagród, począwszy od końca XVII w. (1696 r.) do czasów współczesnych.
W okresie Wielkiego Księstwa Poznańskiego (1815–1848) miejscowość wzmiankowana jako Kramsko Nowe należała do wsi większych w ówczesnym powiecie babimojskim rejencji poznańskiej. Kramsko Nowe należało do babimojskiego okręgu policyjnego tego powiatu i stanowiło część majątku Kramsko stare, który należał do Rudeliusa. Według spisu urzędowego z 1837 roku Kramsko nowe liczyło 484 mieszkańców, którzy zamieszkiwali 69 dymów (domostw). W tym okresie ludność wsi była w całości etnicznie polska i posługiwała się staranną polszczyzną.
Na przełomie XIX i XX wieku miejscowość jako wieś leżącą w powiecie babimojskim dwukrotnie wymienia Słownik geograficzny Królestwa Polskiego. Według tomu IV z 1883 roku pod koniec XIX wieku miejscowość liczyła 92 domy, w których mieszkało 687 mieszkańców, z czego 652 wyznania katolickiego i 35 ewangelików. Słownik notuje, że mieszkało w niej wówczas 105 analfabetów. Druga część tomu XV tego słownika wydana w 1902 roku wymienia Kramsko Stare i Nowe w jednym haśle i podaje, że zamieszkiwało je wówczas 856 mieszkańców w tym 47 protestantów.
Podczas powstania wielkopolskiego miała tu miejsce bitwa powstańców z Niemcami. Przed II wojną światową, mimo iż leżała w granicach Niemiec, wieś stanowiła ośrodek polski, niezgermanizowany od XIV wieku.
Właściciel miejscowości, Emil Rudelius, zbudował tu swój pałac, który staje się siedzibą rodową do 1945 roku. Obecnie w pałacyku mieści się filia Biblioteki Publicznej im. Wiesława Sautera w Babimoście.

## Zabytki
Do wojewódzkiego rejestru zabytków wpisane są:
- zespół kościelny i plebański:
  - kościół parafialny pod wezwaniem Narodzenia Najświętszej Maryi Panny, późnobarokowy z 1769 roku
  - cmentarz przykościelny
  - ogrodzenie
  - plebania, z początku XIX wieku
  - budynek gospodarczy, z końca XIX wieku
  - kuźnia, obecnie garaż, z początku XX wieku
  - ogród plebański
- koźlak (wiatrak), młyn, drewniany.

inne obiekty:
- pałac
- głaz poświęcony pamięci powstańców wielkopolskich.

## Sport
W miejscowości działa klub piłkarski „Polonia” Nowe Kramsko założony w 1923 roku i występujący w A-klasie.

## Galeria

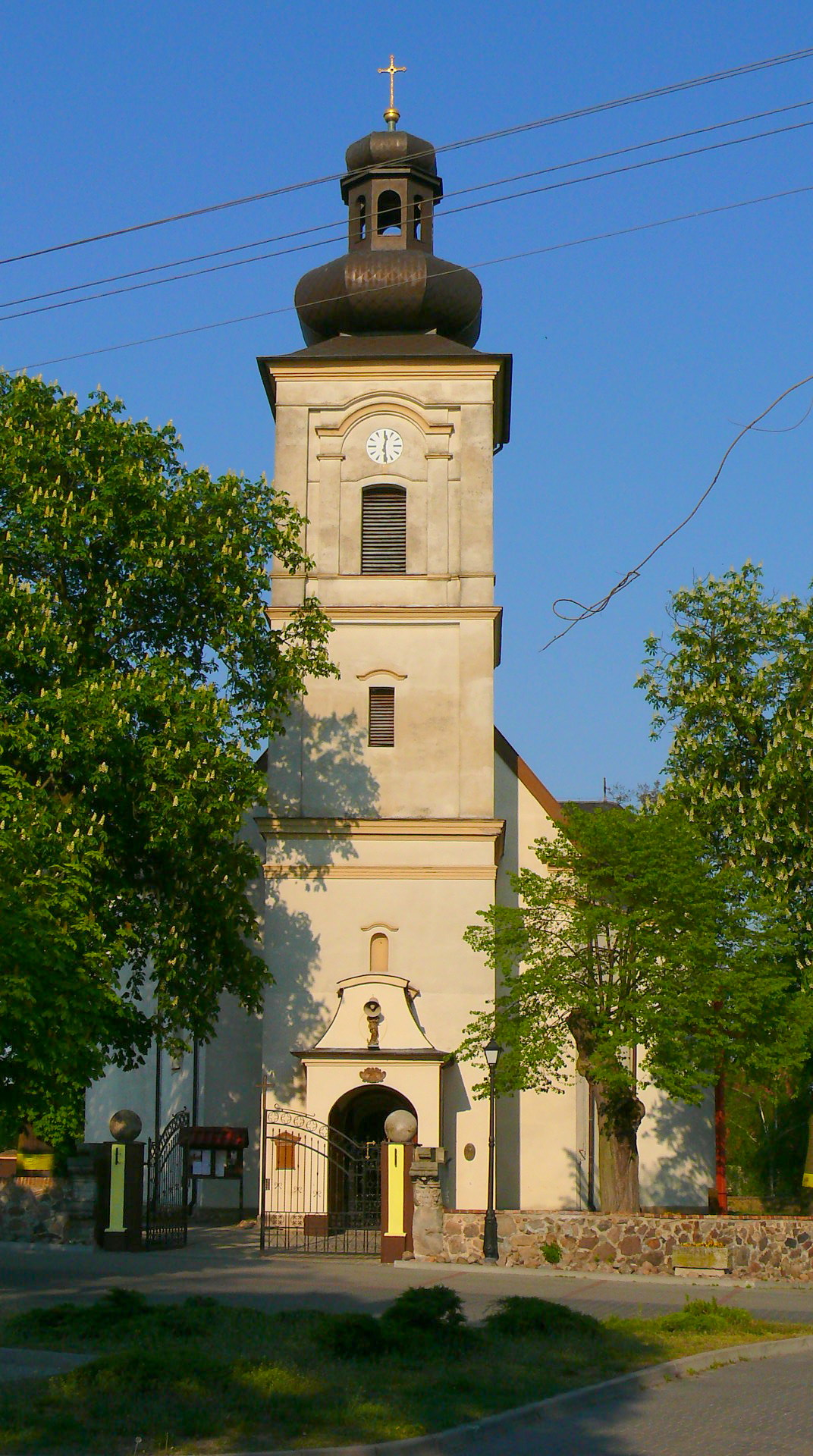
Kościół pw. Narodzenia NMP
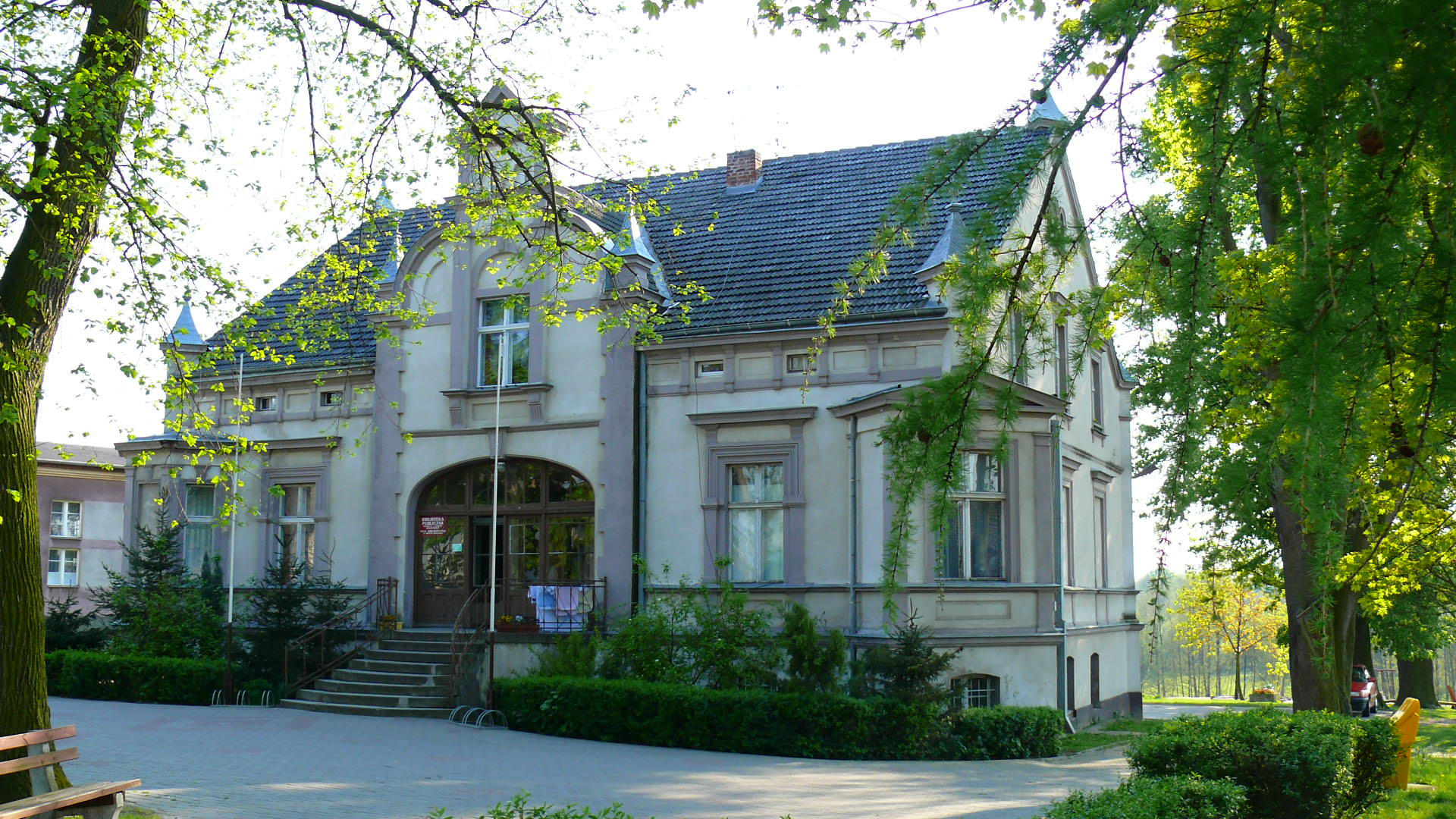
Pałac Rudeliusa
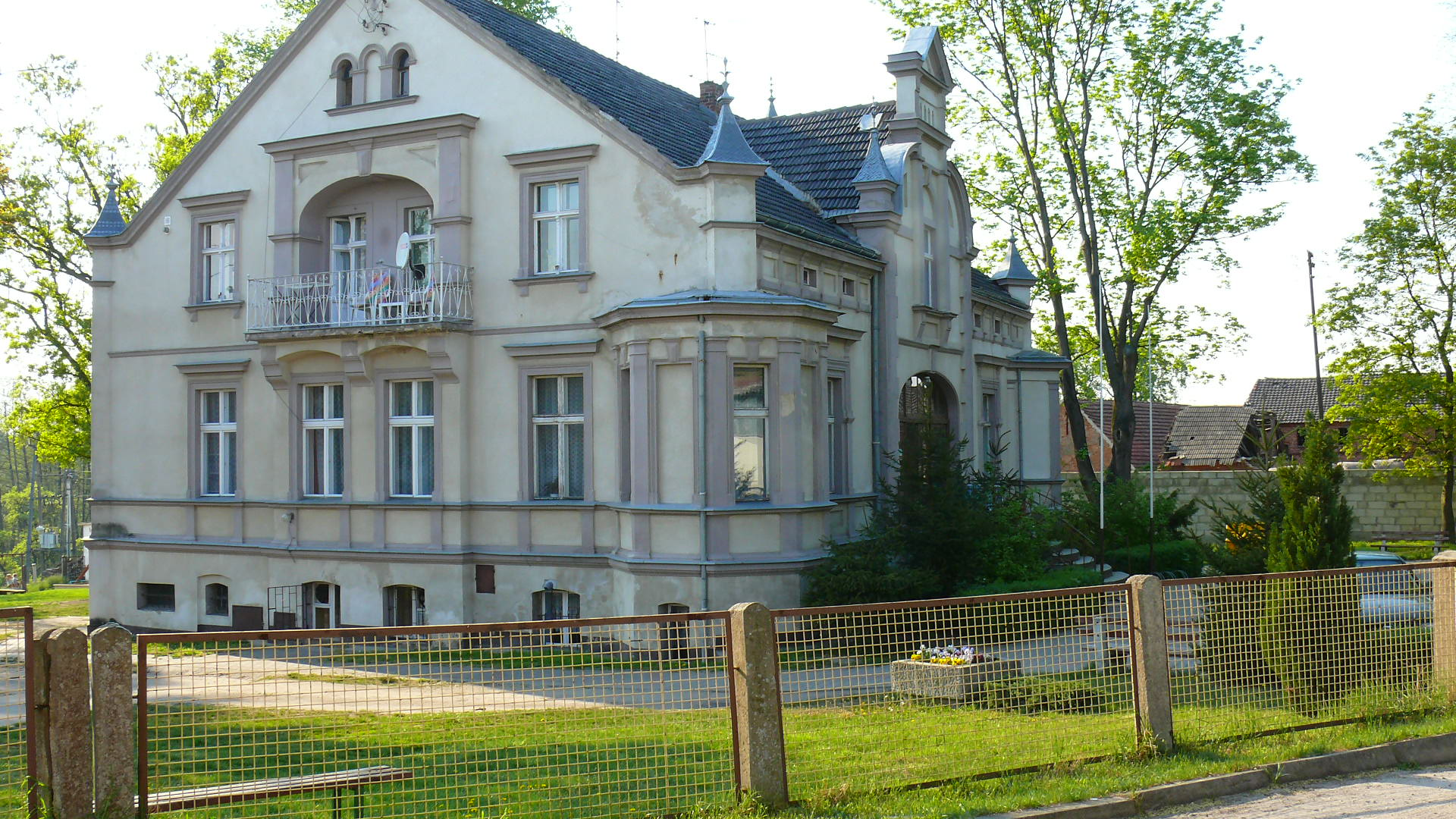
Pałac
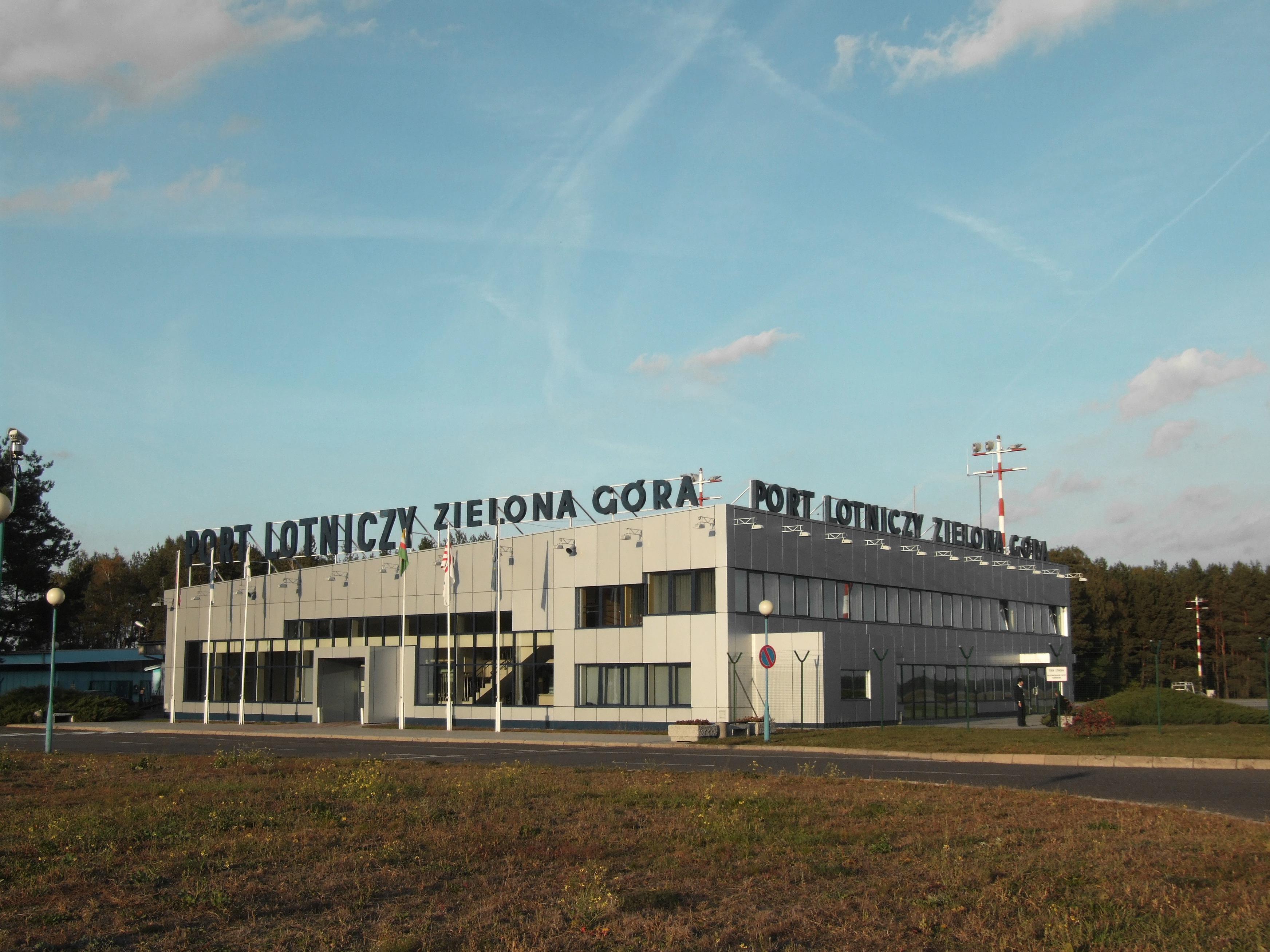
Port lotniczy